# Resta qui (singolo)
Resta qui è un singolo del cantautore italiano Venerus, pubblicato il 16 dicembre 2022 come primo estratto dal secondo album in studio Il segreto.

## Descrizione
Co-prodotto al fianco di Filippo Cimatti, Resta qui presenta un «sound ballabile e scatenato», descritto dall'artista come «erotico e gioioso», accompagnato da «una scrittura sempre molto raffinata e sottile». Il testo racconta un'esperienza di solitudine condivisa con un'altra persona, come se fosse una «bolla di intimità emozionale reciproca» che allo stesso tempo emargina e ripara dall'ambiente esterno.

## Video musicale
Il video è stato reso disponibile attraverso il canale YouTube di Asian Fake in concomitanza con l'uscita del singolo. Le riprese sono state effettuate da Elia Pastori e il montaggio da Cleopatria; il video consiste in alcune clip girate durante un suo tour.

## Tracce
1. Resta qui – 3:00

## Formazione
- Venerus – voce, produzione, strumentazione
- Filippo Cimatti – produzione, strumentazione
- Andrea Colicchia – strumentazione